# Dead Milkmen
The Dead Milkmen est un groupe de punk rock américain formé en 1983 à Philadelphie.

## Histoire

### Fondation
Le groupe nait dès 1979 de manière conceptuelle,. La formation originale était composée du chanteur et claviériste Rodney Linderman ("Rodney Anonymous"), du guitariste et chanteur Joe Genaro ("Joe Jack Talcum"), du bassiste Dave Schulthise ("Dave Blood") et du batteur Dean Sabatino ("Dean Clean").

### Référence de la scène underground
Le groupe s'est distingué sur la scène punk hardcore du début des années 1980 grâce à son son punk jangly et à  son humour sardonique prononcé avec un fort accent de Philadelphie. Ils ont attiré l'attention des radios universitaires avec leur premier album de 1985, Big Lizard in My Backyard, et la chanson " Bitchin' Camaro ". Des tournées intensives et d'autres albums ont permis au groupe de se faire un nom dans le milieu underground.

### Reconnaissance et séparation
Le groupe connait un succès international grâce à Punk Rock Girl, un single de leur album Beelzebubba de 1988 qui entre dans la programmation de MTV,. Après un passage malheureux avec le label Hollywood Records, des problèmes de santé et les frustrations de l'industrie à la suite de leur succès conduisent à la séparation du groupe en 1995.

### Reformation
Le groupe s'est reformé en 2008, avec Dan Stevens remplaçant le défunt Schulthise. En 2011, ils sortent The King in Yellow, leur premier album studio en 16 ans. Le groupe reste actif ensuite, effectuant des tournées sporadiques et sortant d'autres disques,.
Membres

### Les membres actuels
- Joseph Genaro - guitare, chant, claviers (1983-1995, 2004, 2008-présent)
- Rodney Linderman - chant, claviers, tin sifflet (1983-1995, 2004, 2008-présent)
- Dean Sabatino - batterie, percussions, chant (1983-1995, 2004, 2008-présent)
- Dan Stevens - guitare basse (2004, 2008-présent)

### Anciens membres
Dave Schulthise – guitare basse, chant (1983-1995 ; décédé en 2004)

## Discographie
Albums studios
- Big Lizard in My Backyard (1985)
- Eat Your Paisley! (1986)
- Bucky Fellini (1987)
- Beelzebubba (1988)
- Metaphysical Graffiti (1990)
- Soul Rotation (1992)
- Not Richard, But Dick (1993)
- Stoney's Extra Stout (Pig) (1995)
- The King in Yellow (2011)
- Pretty Music for Pretty People (2014)
- Quaker City Quiet Pills (2023)

Albums en direct
- Chaos Rules: Live at the Trocadero (1994)

Compilations
- Now We Are 10 (1993)
- Death Rides a Pale Cow (The Ultimate Collection) (1997)
- Cream of the Crop (1998)
- Now We Are 20 (2003)
- The Dead Milkmen Present: Philadelphia in Love DVD (2003)
- "Depends On the Horse..." (2020)

Singles et EP
- The Thing that Only Eats Hippies (1987)
- Instant Club Hit EP (1987)
- Punk Rock Girl (1988, 1989)
- Smokin' Banana Peels EP (1988, 1989)
- If I Had a Gun EP (1992)
- Dark Clouds Gather Over Middlemarch (2012)
- Big Words Make the Baby Jesus Cry (2012)
- The Great Boston Molasses Flood (2013)
- Welcome to Undertown (2013)
- Split 7-inch with Flag of Democracy (2015)
- Prisoner's Cinema (2015)
- Welcome to the End of the World EP (2017)
- (We Don't Need This) Fascist Groove Thang EP (2020)
- Grandpa's Not a Racist (He Just Voted For One) (2023)[9]

Cassettes auto-éditées
- So Long Seventies (1979)
- Folk Songs for the 80s (1980)
- Sour Milk (1980)
- Music for the Mindless (1980)
- For Die Hard Fans Only (1980)
- Doctor Talcum's Studio of Fear (1981)
- Cows and Gals (1981)
- Raging Cow (1981)
- Paradise Lagoon (1981)
- The Salamander Sessions (1981)
- Living Death in the Cellar of Sin (1981)
- Nine New Sins (1982)
- Purgatory Beat (1982)
- Wisconsin (1983)
- A Date with The Dead Milkmen (1983)
- Millersville Delivery (1983)
- Funky Farm (1983)
- Death Rides a Pale Cow (1984)
- The Dead Milkmen Take the Airwaves (1984)
- Someone Shot Sunshine (1984)